# أدريانا جيوفري
أدريانا جيوفري (بالإيطالية: Adriana Giuffrè)‏ هي ممثلة إيطالية، ولدت في 9 مارس 1939 بروما في إيطاليا.

## وصلات خارجية
- أدريانا جيوفري على موقع IMDb (الإنجليزية)
- أدريانا جيوفري على موقع قاعدة بيانات الأفلام السويدية (السويدية)
- أدريانا جيوفري على موقع قاعدة بيانات الفيلم (الإنجليزية)